# Список глав государств в 1971 году
| 1970 ← Список глав государств по годам → 1972 |

В списке перечислены лидеры государств по состоянию на 1971 год. В том случае, если ведущую роль в государстве играет коммунистическая партия, указан как де-юре глава государства — председатель высшего органа государственной власти, так и де-факто — глава коммунистической партии.
Цветом выделены страны, в которых в данном году произошли смены власти вследствие следующих событий:
- Получение страной независимости;
- Военный переворот, революция, всеобщее восстание ;
- Президентские выборы;
- парламентские выборы, парламентский кризис;
- Смерть одного из руководителей страны;
- Иные причины.

## Значимые события
Для государств и их лидеров этот год отмечен следующими событиями:
- 2 января — на пост президента Сингапура вступил Бенджамин Генри Ширс[1];
- 25 января — военный переворот в Уганде. Президент Аполло Милтон Оботе свергнут, к власти пришёл командующий армией генерал-майор Иди Амин Дада[2];
- 13 февраля — в Верхней Вольте введён пост премьер-министра. На него назначен Жерар Канго Уэдраого[3];
- 22 февраля — премьер-министр Сирии генерал Хафез Асад сменил Ахмада аль-Хатиба на посту временного президента страны[4];
- 25 февраля — ушло в отставку правительство Йеменской Арабской Республики во главе с Мохсен Ахмед аль-Айни. Исполняющим обязанности премьер-министра стал Абд ас-Салам Сабра[5];
- 10 марта — в результате внутрипартийных разногласий ушёл в отставку премьер-министр Австралии Джон Грей Гортон. Новым главой правительства стал Уильям Макмэхон[6];
- 12 марта — генерал Хафез Асад утверждён на референдуме президентом Сирии на 7 лет[4];
- 17 марта — после отставки правого кабинета Пера Бортена[англ.]* правительство Норвегии сформировал председатель Норвежской рабочей партии Трюгве Браттели[7];
- 19 марта — Исмаил Нихат Эрим сформировал внепартийное правительство Турции после того, как лидер Партии справедливости Сулейман Демирель 12 марта покинул пост премьер-министра по требованию командования армией[2];
- 22 марта — решением командования вооружённых сил отстранён от должности президент Аргентины бригадный генерал Роберто Марсело Левингстон Лаборда. Новым президентом стал командующий сухопутными силами генерал-лейтенант Алехандро Агустин Лануссе, принёсший президентскую присягу 26 марта[8];
- 3 апреля — премьер-министром Сирии назначен дивизионный генерал Абд ар-Рахман Хлейфауи[4];
- 10 апреля — после начала освободительной войны опубликована Декларация независимости Бангладеш. Президентом страны избран находившийся в пакистанской тюрьме Муджибур Рахман, которого временно заменил Саид Назрул Ислам, главой правительства — Таджуддин Ахмед[9];
- 13 апреля — король Непала Махендра оставил пост главы правительства, который занимал с 1970 года, и вновь назначил премьер-министром Кирти Нидхи Бисту[10];
- 19 апреля — Сьерра-Леоне провозглашена республикой, британский генерал-губернатор Банджа Теджан-Си выслан из страны[11];
- 21 апреля — первым президентом Сьерра-Леоне стал Сиака Пробин Стивенс, пост премьер-министра занял вице-президент Сори Ибрагим Корома[11];
- 22 апреля — после смерти пожизненного президента Гаити Франсуа Дювалье новым пожизненным президентом стал его 19-летний сын Жан-Клод Дювалье [12];
- 3 мая
  - Первым секретарем Социалистической Единой Партии Германии и фактическим лидером Германской Демократической Республики стал Эрих Хонеккер, сменивший Вальтера Ульбрихта[13];
  - правительство Йеменской Арабской Республики сформировал Ахмед Мухаммед Нуман [5];
- 6 мая — премьер-министром Кхмерской республики в связи с болезнью Лон Нола назначен генерал-лейтенант принц Сисоват Сирик Матак[14][15];
- 4 июня — премьер-министром Республики Корея назначен Ким Джон Пхиль[16];
- 7 июня — на пост президента Гондураса вступил Рамон Эрнесто Крус, победивший на выборах в марте 1971 года[17][18];
- 21 июня — лейборист Доминик Минтофф сформировал новое правительство Мальты после победы на выборах 12—14 июня. Правительство Джорджа Борга Оливера (Националистическая партия) ушло в отставку[19][20];
- 5 июля — новым премьер-министром Афганистана назначен Абдул Захир[21];
- 6 июля
  - Представитель Антиреволюционной партии Баренд Виллем Бисхёвел[англ.] сформировал новое коалиционное правительство Нидерландов. Кабинет Петруса де Йонга (Католическая народная партия) ушёл в отставку после парламентских выборов 28-29 апреля [22];
  - Хэстингс Камузу Банда принёс присягу как пожизненный президент Малави[23];
- 7 июля — Первый секретарь ЦК Болгарской коммунистической партии Тодор Живков избран Председателем Государственного совета Народной Республики Болгарии[24];
- 8 июля — Тодор Живков передал пост Председателя Совета министров Народной Республики Болгарии Станко Тодорову[24];
- 13 июля — премьер-министром Исландии после выборов 13 июня стал председатель Прогрессивной партии Олафур Йоханнессон. Правительство лидера Партии независимости Йоханна Хафстейна ушло в отставку[25];
- 23 июля — во время лечения в Лондоне скончался президент Либерии Уильям Табмен. В Монровии на пост президента вступил вице-президент Уильям Ричард Толберт[26];
- 30 июля — Председателем Союзного Исполнительного Веча Югославии назначен Джемал Биедич, сменивший Митю Рибичича[27];
- 2 августа — премьер-министром Народной Демократической Республики Йемен назначен министр обороны Али Насер Мухаммед[28];
- 6 августа — премьер-министром Марокко после попытки военного переворота 10 июля назначен министр финансов Мохаммед Карим Ламрани[29];
- 22 августа — полковник Уго Бансер Суарес провозглашён президентом Боливии после свержения генерала Хуана Хосе Торреса [30];
- 24 августа — правительство Йеменской Арабской Республики сформировал Хасан аль-Амри[5];
- 1 сентября — получил независимость аравийский эмират Катар (Эмир — Ахмад бин Али Аль Тани)[31];
- 3 сентября — подписано Четырёхстороннее соглашение по Берлину, согласно которому Западный Берлин получил статус независимого от ФРГ города-государства. Пост правящего бургомистра сохранил Клаус Щюц [32];
- 18 сентября — правительство Йеменской Арабской Республики вновь сформировал Мохсен Ахмед аль-Айни[5];
- 11 октября — правительство Дании сформировал Йенс Отто Краг, лидер Социал-демократической партии, победившей на выборах 21 сентября 1971 года. Кабинет консервативной коалиции, возглавлявшийся Хилмаром Баунсгором ушёл в отставку[33];
- 12 октября — председатель Революционного совета Судана генерал-майор Джафар Мухаммед Нимейри избран на референдуме президентом Судана сроком на 6 лет[34];
- 27 октября — Демократическая Республика Конго переименована в Республику Заир [35];
- 29 октября — в Финляндии ушло в отставку коалиционное правительство Ахти Карьялайнена. Парламент распущен, назначены досрочные выборы, внепартийный кабинет сформировал Тейво Энсио Аура[36];
- 17 ноября — военный переворот в Таиланде. Премьер-министр фельдмаршал Таном Киттикачон отменил конституцию, распустил парламент и запретил политические партии[37];
- 28 ноября — в Каире палестинскими боевиками расстрелян премьер-министр Иордании Васфи ат-Телль. На следующий день новым главой правительства назначен Ахмед аль-Лаузи[38];
- 2 декабря — получили независимость от Великобритании 7 эмиратов Аравии, провозгласившие создание Объединённых Арабских Эмиратов. Первым президентом ОАЭ стал эмир Абу-Даби Заид ибн Султан Аль Нахайян[39];
- 20 декабря — после поражения в войне с Индией ушёл в отставку президент Пакистана генерал Ага Мухаммед Яхья Хан. Новым президентом назначен лидер Партии пакистанского народа Зульфикар Али Бхутто[40];
- 22 декабря — правительство Бангладеш во главе с Таджуддином Ахмедом прибыло в Дакку после поражения Пакистана в войне с Индией[41];
- 29 декабря — на пост президента Италии вступил христианский демократ Джованни Леоне, сменивший социал-демократа Джузеппе Сарагата[42];

## Азия
|                                                          | Афганистан                                                                                              | Афганистан                                                                                              | Король                                                                       | Захир-шах | 1933—1973                                   |  |
| Премьер-министр                                          | Афганистан                                                                                              | Афганистан                                                                                              | Нур Ахмад Эттемади Абдул Захир                                               | 1967—1971 —1972                                                                                                  |                                             |  |
|                                                          | Бангладеш Восточный Пакистан, провозгласивший независимость 10 апреля 1971 года                         | Бангладеш Восточный Пакистан, провозгласивший независимость 10 апреля 1971 года                         | Президент                                                                    | Муджибур Рахман                                                                                                  | 1971—1972, 1975                             |  |
| Премьер-министр                                          | Бангладеш Восточный Пакистан, провозгласивший независимость 10 апреля 1971 года                         | Бангладеш Восточный Пакистан, провозгласивший независимость 10 апреля 1971 года                         | Таджуддин Ахмед                                                              | 1971—1972 |                                             |  |
|                                                          | Бахрейн Протекторат Великобритании, получил независимость 15 августа 1971 года                          | Бахрейн Протекторат Великобритании, получил независимость 15 августа 1971 года                          | Эмир                                                                         | Иса ибн Салман Аль Халифа                                                                                        | 1971—1999                                   |  |
| Премьер-министр                                          | Бахрейн Протекторат Великобритании, получил независимость 15 августа 1971 года                          | Бахрейн Протекторат Великобритании, получил независимость 15 августа 1971 года                          | Халифа ибн Салман Аль Халифа                                                 | 1970—2020 |                                             |  |
|                                                          | Союз Бирма                                                                                              | Союз Бирма                                                                                              | Председатель Революционного совета                                           | Не Вин | 1962—1974                                   |  |
| Премьер-министр                                          | Союз Бирма                                                                                              | Союз Бирма                                                                                              | 1958—1960, 1962—1974                                                         | Не Вин |                                             |  |
| Флаг Брунея                                              | Бруней (протекторат Великобритании)                                                                     | Бруней (протекторат Великобритании)                                                                     | Султан                                                                       | Хассанал Болкиах                                                                                                 | 1967 — настоящее время                      |  |
| Флаг Бутана                                              | Бутан                                                                                                   | Бутан                                                                                                   | Король                                                                       | Джигме Дорджи Вангчук                                                                                            | 1952—1972                                   |  |
|                                                          | Республика Вьетнам                                                                                      | Республика Вьетнам                                                                                      | Президент                                                                    | Нгуен Ван Тхьеу                                                                                                  | 1965—1975                                   |  |
| Премьер-министр                                          | Республика Вьетнам                                                                                      | Республика Вьетнам                                                                                      | Чан Тхьен Кхьем                                                              | 1969—1975 |                                             |  |
|                                                          | Демократическая Республика Вьетнам                                                                      | Демократическая Республика Вьетнам                                                                      | Первый секретарь ЦК Партии трудящихся Вьетнама                               | Ле Зуан | 1960—1976                                   |  |
| Президент                                                | Демократическая Республика Вьетнам                                                                      | Демократическая Республика Вьетнам                                                                      | Тон Дык Тханг                                                                | 1969—1976 |                                             |  |
| Премьер-министр                                          | Демократическая Республика Вьетнам                                                                      | Демократическая Республика Вьетнам                                                                      | Фам Ван Донг                                                                 | 1955—1976 |                                             |  |
| Флаг Израиля                                             | Израиль                                                                                                 | Израиль                                                                                                 | Президент                                                                    | Залман Шазар | 1963—1973                                   |  |
| Флаг Израиля                                             | Израиль                                                                                                 | Израиль                                                                                                 | Премьер-министр                                                              | Голда Меир | 1969—1974                                   |  |
|                                                          | Индия                                                                                                   | Индия                                                                                                   | Президент                                                                    | Варахагири Венката Гири                                                                                          | 1969, 1969—1974                             |  |
| Премьер-министр                                          | Индия                                                                                                   | Индия                                                                                                   | Индира Ганди                                                                 | 1966—1977, 1980—1984                                                                                             |                                             |  |
| Флаг Индонезии                                           | Индонезия                                                                                               | Индонезия                                                                                               | Президент                                                                    | Сухарто | 1967—1998                                   |  |
| Флаг Иордании                                            | Иордания                                                                                                | Иордания                                                                                                | Король                                                                       | Хусейн ибн Талал                                                                                                 | 1952—1999                                   |  |
| Флаг Иордании                                            | Иордания                                                                                                | Иордания                                                                                                | Премьер-министр                                                              | Васфи ат-Телль Ахмад аль-Лавзи                                                                                   | (1962—1963, 1965—1967, 1970—1971) 1971—1973 |  |
|                                                          | Ирак | Ирак | Президент                                                                    | Ахмад Хасан Аль-Бакр                                                                                             | 1968—1979                                   |  |
| Премьер-министр                                          | Ирак | Ирак | 1963, 1968—1979                                                              | Ахмад Хасан Аль-Бакр                                                                                             |                                             |  |
|                                                          | Иран | Иран | Шах                                                                          | Мохаммед Реза Пехлеви                                                                                            | 1941—1979                                   |  |
| Премьер-министр                                          | Иран | Иран | Амир Аббас Ховейда                                                           | 1965—1977 |                                             |  |
|                                                          | Йеменская Арабская Республика                                                                           | Йеменская Арабская Республика                                                                           | Президент                                                                    | Абдель Рахман Арьяни                                                                                             | 1967—1974                                   |  |
| Премьер-министр                                          | Йеменская Арабская Республика                                                                           | Йеменская Арабская Республика                                                                           | Мухсин Ахмад Аль-Айни Абд ас-Салам Сабра Ахмед Мухаммед Нуман Хасан Аль-Амри | (1967, 1969, 1970—1971, 1971—1972, 1974—1975) (1969, 1971) (1965, 1971) (1964, 1965, 1965—1966, 1967—1969, 1971) |                                             |  |
|                                                          | Народная Демократическая Республика Йемен                                                               | Народная Демократическая Республика Йемен                                                               | Президент                                                                    | Салем Рубайя Али                                                                                                 | 1969—1978                                   |  |
| Премьер-министр                                          | Народная Демократическая Республика Йемен                                                               | Народная Демократическая Республика Йемен                                                               | Мухаммед Али Хейтам Али Насер Мухаммед                                       | 1969—1971 —1985                                                                                                  |                                             |  |
| Флаг Катара                                              | Катар Протекторат Великобритании, получивший независимость 1 сентября 1971 года                         | Катар Протекторат Великобритании, получивший независимость 1 сентября 1971 года                         | Эмир                                                                         | Ахмад бин Али Аль Тани                                                                                           | 1960—1972                                   |  |
| Флаг Катара                                              | Катар Протекторат Великобритании, получивший независимость 1 сентября 1971 года                         | Катар Протекторат Великобритании, получивший независимость 1 сентября 1971 года                         | Премьер-министр                                                              | Халифа бин Хамад Аль Тани                                                                                        | 1970—1995                                   |  |
|                                                          | Кипр | Кипр | Президент                                                                    | Архиепископ Макариос III                                                                                         | 1960—1974 —1977                             |  |
|                                                          | Китайская Народная Республика                                                                           | Китайская Народная Республика                                                                           | Генеральный секретарь ЦК Коммунистической партии Китая                       | Мао Цзэдун | 1943—1976                                   |  |
| Исполняющие обязанности Председателя КНР                 | Китайская Народная Республика                                                                           | Китайская Народная Республика                                                                           | Дун Биу Сун Цинлин                                                           | 1968—1975 1968—1972                                                                                              |                                             |  |
| Премьер Госсовета                                        | Китайская Народная Республика                                                                           | Китайская Народная Республика                                                                           | Чжоу Эньлай                                                                  | 1949—1976 |                                             |  |
|                                                          | Китайская Республика (Тайвань)                                                                          | Китайская Республика (Тайвань)                                                                          | Президент                                                                    | Чан Кайши | 1950—1975                                   |  |
| Председатель Исполнительного Юаня                        | Китайская Республика (Тайвань)                                                                          | Китайская Республика (Тайвань)                                                                          | Янь Цзягань                                                                  | 1963—1972 |                                             |  |
|                                                          | Корейская Народно-Демократическая Республика                                                            | Корейская Народно-Демократическая Республика                                                            | Генеральный секретарь ЦК Трудовой партии Кореи                               | Ким Ир Сен | 1966—1994                                   |  |
| Председатель кабинета министров                          | Корейская Народно-Демократическая Республика                                                            | Корейская Народно-Демократическая Республика                                                            | 1948—1972                                                                    | Ким Ир Сен |                                             |  |
| Председатель Президиума Верховного народного собрания    | Корейская Народно-Демократическая Республика                                                            | Корейская Народно-Демократическая Республика                                                            | Чхве Ён Гон                                                                  | 1957—1972 |                                             |  |
| Флаг Кувейта                                             | Кувейт                                                                                                  | Кувейт                                                                                                  | Эмир                                                                         | Сабах ас-Салем ас-Сабах                                                                                          | 1965—1977                                   |  |
| Флаг Кувейта                                             | Кувейт                                                                                                  | Кувейт                                                                                                  | Премьер-министр                                                              | Джабер аль-Ахмед ас-Сабах                                                                                        | 1965—1977                                   |  |
|                                                          | Кхмерская Республика                                                                                    | Кхмерская Республика                                                                                    | Глава государства                                                            | Ченг Хенг | 1970—1972                                   |  |
| Премьер-министр                                          | Кхмерская Республика                                                                                    | Кхмерская Республика                                                                                    | Лон Нол Сисоват Сирик Матак                                                  | (1966—1967, 1969—1971) 1971—1972                                                                                 |                                             |  |
|                                                          | Лаос | Лаос | Король                                                                       | Саванг Ватхана                                                                                                   | 1959—1975                                   |  |
| Премьер-министр                                          | Лаос | Лаос | Суванна Фума                                                                 | 1951—1954, 1956—1958, 1960, 1962—1975                                                                            |                                             |  |
| Флаг Ливана                                              | Ливан                                                                                                   | Ливан                                                                                                   | Президент                                                                    | Сулейман Франжье                                                                                                 | 1970—1976                                   |  |
| Флаг Ливана                                              | Ливан                                                                                                   | Ливан                                                                                                   | Премьер-министр                                                              | Саиб Салам | 1952, 1953, 1960—1961, 1970—1973            |  |
|                                                          | Малайзия                                                                                                | Малайзия                                                                                                | Янг ди-Пертуан Агонг (Верховный глава)                                       | Абдул Халим Муадзам Шах<                                                                                         | 1970—1975, 2011—2016                        |  |
| Премьер-министр                                          | Малайзия                                                                                                | Малайзия                                                                                                | Абдул Разак                                                                  | 1970—1976 |                                             |  |
| Флаг Мальдивской Республики                              | Мальдивы                                                                                                | Мальдивы                                                                                                | Президент                                                                    | Ибрагим Насир | 1968—1978                                   |  |
|                                                          | Монгольская Народная Республика                                                                         | Монгольская Народная Республика                                                                         | Первый секретарь ЦК Монгольской народной партии                              | Юмжагийн Цеденбал                                                                                                | 1958—1984                                   |  |
| Председатель Совета министров                            | Монгольская Народная Республика                                                                         | Монгольская Народная Республика                                                                         | 1952—1974                                                                    | Юмжагийн Цеденбал                                                                                                |                                             |  |
| Председатель Президиума Великого Государственного Хурала | Монгольская Народная Республика                                                                         | Монгольская Народная Республика                                                                         | Жамсарангийн Самбу                                                           | 1954—1972 |                                             |  |
|                                                          | Непал                                                                                                   | Непал                                                                                                   | Король                                                                       | Махендра | 1955—1972                                   |  |
| Премьер-министр                                          | Непал                                                                                                   | Непал                                                                                                   | Гехендра Бахадур Раджбхандари (и. о.) Кирти Нидхи Биста                      | 1970—1971 (1969—1970, 1971—1973, 1977—1979)                                                                      |                                             |  |
|                                                          | Объединённые Арабские Эмираты Протектораты Великобритании, получившие независимость 2 декабря 1971 года | Объединённые Арабские Эмираты Протектораты Великобритании, получившие независимость 2 декабря 1971 года | Президент                                                                    | Заид ибн Султан Аль Нахайян                                                                                      | 1966—2004                                   |  |
| Премьер-министр                                          | Объединённые Арабские Эмираты Протектораты Великобритании, получившие независимость 2 декабря 1971 года | Объединённые Арабские Эмираты Протектораты Великобритании, получившие независимость 2 декабря 1971 года | Мактум ибн Рашид Аль Мактум                                                  | 1971—1979, 1990—2006                                                                                             |                                             |  |
|                                                          | Оман | Оман | Султан                                                                       | Кабус бен Саид                                                                                                   | 1970—2020                                   |  |
| Премьер-министр                                          | Оман | Оман | Тарик бен Теймур                                                             | 1970—1972 |                                             |  |
| Флаг Пакистана                                           | Пакистан                                                                                                | Пакистан                                                                                                | Президент                                                                    | Ага Мухаммед Яхья Хан Зульфикар Али Бхутто                                                                       | 1969—1971 —1973                             |  |
| Флаг Пакистана                                           | Пакистан                                                                                                | Пакистан                                                                                                | Премьер-министр                                                              | Нурул Амин | 1971                                        |  |
| Флаг Пакистана                                           | | Хунза                                                                                                   | мир                                                                          | Мухаммад Джамаль Хан                                                                                             | 1945—1974                                   |  |
|                                                          | Саудовская Аравия                                                                                       | Саудовская Аравия                                                                                       | Король                                                                       | Фейсал ибн Абдул-Азиз Аль Сауд                                                                                   | 1964—1975                                   |  |
| Премьер-министр                                          | Саудовская Аравия                                                                                       | Саудовская Аравия                                                                                       | 1954—1960, 1962—1975                                                         | Фейсал ибн Абдул-Азиз Аль Сауд                                                                                   |                                             |  |
|                                                          | Сикким                                                                                                  | Сикким                                                                                                  | Чогьял                                                                       | Палден Тондуп Намгьял                                                                                            | 1963—1975                                   |  |
| Флаг Сингапура                                           | Сингапур                                                                                                | Сингапур                                                                                                | Президент                                                                    | Йео Гим Сен (и. о.) Бенджамин Генри Ширс                                                                         | (1970—1971, 1981, 1985) 1971—1981           |  |
| Флаг Сингапура                                           | Сингапур                                                                                                | Сингапур                                                                                                | Премьер-министр                                                              | Ли Куан Ю | 1959—1990                                   |  |
|                                                          | Сирия                                                                                                   | Сирия                                                                                                   | Президент                                                                    | Ахмад аль-Хатиб Хафез Асад                                                                                       | 1970—1971 —2000                             |  |
| Премьер-министр                                          | Сирия                                                                                                   | Сирия                                                                                                   | Хафез Асад Абдель Рахман Хлейфауи                                            | 1970—1971 (1971—1972, 1976—1978)                                                                                 |                                             |  |
| Флаг Таиланда                                            | Таиланд                                                                                                 | Таиланд                                                                                                 | Король                                                                       | Рама IX (Пхумипон Адульядет)                                                                                     | 1946—2016                                   |  |
| Флаг Таиланда                                            | Таиланд                                                                                                 | Таиланд                                                                                                 | Премьер-министр                                                              | Таном Киттикачон                                                                                                 | 1958, 1963—1973                             |  |
|                                                          | Турция                                                                                                  | Турция                                                                                                  | Президент                                                                    | Джевдет Сунай | 1966—1973                                   |  |
| Премьер-министр                                          | Турция                                                                                                  | Турция                                                                                                  | Сулейман Демирель Нихат Эрим                                                 | (1965—1971, 1975—1977, 1977—1978, 1979—1980, 1991—1993) 1971—1972                                                |                                             |  |
|                                                          | Филиппины                                                                                               | Филиппины                                                                                               | Президент                                                                    | Фердинанд Маркос                                                                                                 | 1965—1986                                   |  |
|                                                          | Цейлон (доминион Великобритании)                                                                        | Цейлон (доминион Великобритании)                                                                        | Королева                                                                     | Елизавета II | 1952—1972                                   |  |
| Генерал-губернатор                                       | Цейлон (доминион Великобритании)                                                                        | Цейлон (доминион Великобритании)                                                                        | Уильям Гопаллава                                                             | 1962—1972 |                                             |  |
| Премьер-министр                                          | Цейлон (доминион Великобритании)                                                                        | Цейлон (доминион Великобритании)                                                                        | Сиримаво Бандаранаике                                                        | 1960—1965, 1970—1977, 1994—2000                                                                                  |                                             |  |
|                                                          | Южная Корея                                                                                             | Южная Корея                                                                                             | Президент                                                                    | Пак Чонхи | 1962—1979                                   |  |
| Премьер-министр                                          | Южная Корея                                                                                             | Южная Корея                                                                                             | Пэк Ту Джин Ким Джон Пхиль                                                   | (1952—1954, 1970—1971) (1971—1975, 1998—2000)                                                                    |                                             |  |
|                                                          | Япония                                                                                                  | Япония                                                                                                  | Император                                                                    | Хирохито (император Сёва)                                                                                        | 1926—1989                                   |  |
| Премьер-министр                                          | Япония                                                                                                  | Япония                                                                                                  | Эйсаку Сато                                                                  | 1964—1972 |                                             |  |

## Африка
| Флаг                                | Страна                                                                                       | Страна                                                                                       | Должность                                             | Имя                                   | Начало и конец срока                        | Фото |
| ----------------------------------- | -------------------------------------------------------------------------------------------- | -------------------------------------------------------------------------------------------- | ----------------------------------------------------- | ------------------------------------- | ------------------------------------------- | ---- |
| Флаг Алжира                         | Алжир                                                                                        | Алжир                                                                                        | Председатель Революционного совета                    | Хуари Бумедьен                        | 1965—1976                                   |      |
| Флаг Ботсваны                       | Ботсвана                                                                                     | Ботсвана                                                                                     | Президент                                             | Серетсе Кхама                         | 1966—1980                                   |      |
|                                     | Бурунди                                                                                      | Бурунди                                                                                      | Президент                                             | Мишель Мичомберо                      | 1966—1976                                   |      |
| Премьер-министр                     | Бурунди                                                                                      | Бурунди                                                                                      | 1966—1972                                             | Мишель Мичомберо                      |                                             |      |
|                                     | Верхняя Вольта                                                                               | Верхняя Вольта                                                                               | Президент                                             | Сангуле Ламизана                      | 1966—1980                                   |      |
| Премьер-министр                     | Верхняя Вольта                                                                               | Верхняя Вольта                                                                               | Жерар Канго Уэдраого                                  | 1971—1974                             |                                             |      |
| Флаг Габона                         | Габон                                                                                        | Габон                                                                                        | Президент                                             | Омар Бонго                            | 1967—2009                                   |      |
| Флаг Гамбии                         | Гамбия                                                                                       | Гамбия                                                                                       | Президент                                             | Дауда Джавара                         | 1970—1994                                   |      |
| Флаг Ганы                           | Гана                                                                                         | Гана                                                                                         | Президент                                             | Эдвард Акуфо-Аддо                     | 1970—1972                                   |      |
| Флаг Ганы                           | Гана                                                                                         | Гана                                                                                         | Премьер-министр                                       | Кофи Абрефа Бусиа                     | 1969—1972                                   |      |
| Флаг Гвинеи                         | Гвинея                                                                                       | Гвинея                                                                                       | Президент                                             | Ахмед Секу Туре                       | 1958—1984                                   |      |
|                                     | Дагомея                                                                                      | Дагомея                                                                                      | Президент                                             | Кутуку Юбер Мага                      | 1960—1963 1970—1972                         |      |
|                                     | Египет Объединённая Арабская Республика, с 2 сентября 1971 года — Арабская Республика Египет | Египет Объединённая Арабская Республика, с 2 сентября 1971 года — Арабская Республика Египет | Президент                                             | Анвар Садат                           | 1970—1981                                   |      |
| Премьер-министр                     | Египет Объединённая Арабская Республика, с 2 сентября 1971 года — Арабская Республика Египет | Египет Объединённая Арабская Республика, с 2 сентября 1971 года — Арабская Республика Египет | Махмуд Фавзи                                          | 1970—1972                             |                                             |      |
|                                     | Заир Демократическая Республика Конго, с 27 октября 1971 года —Республика Заир               | Заир Демократическая Республика Конго, с 27 октября 1971 года —Республика Заир               | Президент                                             | Мобуту Сесе Секо                      | 1965—1997                                   |      |
|                                     | Замбия                                                                                       | Замбия                                                                                       | Президент                                             | Кеннет Каунда                         | 1964—1991                                   |      |
|                                     | Камерун                                                                                      | Камерун                                                                                      | Президент                                             | Ахмаду Ахиджо                         | 1960—1982                                   |      |
| Премьер-министр (Восточный Камерун) | Камерун                                                                                      | Камерун                                                                                      | Симон-Пьер Тшунгуи                                    | 1965—1972                             |                                             |      |
| Премьер-министр (Западный Камерун)  | Камерун                                                                                      | Камерун                                                                                      | Соломон Танденг Муна                                  | 1968—1972                             |                                             |      |
| Флаг Кении                          | Кения                                                                                        | Кения                                                                                        | Президент                                             | Джомо Кениата                         | 1964—1978                                   |      |
|                                     | Народная Республика Конго                                                                    | Народная Республика Конго                                                                    | Президент                                             | Мариан Нгуаби                         | 1969—1977                                   |      |
|                                     | Лесото                                                                                       | Лесото                                                                                       | Король                                                | Мошвешве II                           | 1966—1990, 1995—1996                        |      |
| Премьер-министр                     | Лесото                                                                                       | Лесото                                                                                       | Джозеф Леабуа Джонатан                                | 1966—1986                             |                                             |      |
|                                     | Либерия                                                                                      | Либерия                                                                                      | Президент                                             | Уильям Табмен Уильям Ричард Толберт   | 1944—1971 —1980                             |      |
|                                     | Ливийская Арабская Республика                                                                | Ливийская Арабская Республика                                                                | Председатель Совета революционного командования Ливии | Муаммар Каддафи                       | 1969—1977                                   |      |
| Премьер-министр                     | Ливийская Арабская Республика                                                                | Ливийская Арабская Республика                                                                | 1970—1972                                             | Муаммар Каддафи                       |                                             |      |
| Флаг Маврикия                       | Маврикий                                                                                     | Маврикий                                                                                     | Королева                                              | Елизавета II                          | 1968—1992                                   |      |
| Флаг Маврикия                       | Маврикий                                                                                     | Маврикий                                                                                     | Генерал-губернатор                                    | Леонард Уильямс                       | 1968—1972                                   |      |
| Флаг Маврикия                       | Маврикий                                                                                     | Маврикий                                                                                     | Премьер-министр                                       | Сивусагур Рамгулам                    | 1968—1982                                   |      |
|                                     | Мавритания                                                                                   | Мавритания                                                                                   | Президент                                             | Моктар ульд Дадда                     | 1960—1978                                   |      |
| Флаг Мадагаскара                    | Мадагаскар                                                                                   | Мадагаскар                                                                                   | Президент                                             | Филибер Циранана                      | 1959—1972                                   |      |
|                                     | Малави                                                                                       | Малави                                                                                       | Президент                                             | Хастингс Банда                        | 1966—1994                                   |      |
| Флаг Мали                           | Мали                                                                                         | Мали                                                                                         | Президент                                             | Муса Траоре                           | 1968—1991                                   |      |
| Флаг Марокко                        | Марокко                                                                                      | Марокко                                                                                      | Король                                                | Хасан II                              | 1961—1999                                   |      |
| Флаг Марокко                        | Марокко                                                                                      | Марокко                                                                                      | Премьер-министр                                       | Ахмед Лараки Мохаммед Карим Ламрани   | 1969—1971 (1971—1972, 1983—1986, 1992—1994) |      |
| Флаг Нигера                         | Нигер                                                                                        | Нигер                                                                                        | Президент                                             | Амани Диори                           | 1960—1974                                   |      |
| Флаг Нигерии                        | Нигерия                                                                                      | Нигерия                                                                                      | Президент                                             | Якубу Говон                           | 1966—1975                                   |      |
|                                     | Родезия Самопровозглашённое государство                                                      | Родезия Самопровозглашённое государство                                                      | Президент                                             | Клиффорд Дюпон                        | 1970—1975                                   |      |
| Премьер-министр                     | Родезия Самопровозглашённое государство                                                      | Родезия Самопровозглашённое государство                                                      | Ян Смит                                               | 1965—1979                             |                                             |      |
|                                     | Руанда                                                                                       | Руанда                                                                                       | Президент                                             | Грегуар Кайибанда                     | 1961—1973                                   |      |
|                                     | Свазиленд                                                                                    | Свазиленд                                                                                    | Король                                                | Собуза II                             | 1899—1982                                   |      |
| Премьер-министр                     | Свазиленд                                                                                    | Свазиленд                                                                                    | Макосини Дламини                                      | 1967—1976                             |                                             |      |
| Флаг Сенегала                       | Сенегал                                                                                      | Сенегал                                                                                      | Президент                                             | Леопольд Седар Сенгор                 | 1960—1980                                   |      |
| Флаг Сенегала                       | Сенегал                                                                                      | Сенегал                                                                                      | Премьер-министр                                       | Абду Диуф                             | 1970—1980                                   |      |
| Флаг Сомали                         | Сомали                                                                                       | Сомали                                                                                       | Президент                                             | Мохамед Сиад Барре                    | 1969—1991                                   |      |
| Флаг Судана                         | Судан                                                                                        | Судан                                                                                        | Президент                                             | Джафар Мухаммед Нимейри               | 1971—1985                                   |      |
| Флаг Судана                         | Судан                                                                                        | Судан                                                                                        | Премьер-министр                                       | Джафар Мухаммед Нимейри               | 1969—1971, 1971—1976, 1977—1985             |      |
| Флаг Сьерра-Леоне                   | Сьерра-Леоне                                                                                 | Сьерра-Леоне                                                                                 | Королева                                              | Елизавета II                          | 1961—1971                                   |      |
| Флаг Сьерра-Леоне                   | Сьерра-Леоне                                                                                 | Сьерра-Леоне                                                                                 | Генерал-губернатор                                    | Банджа Теджан-Си Кристофер Окоро Коул | 1968—1971                                   |      |
| Флаг Сьерра-Леоне                   | Сьерра-Леоне                                                                                 | Сьерра-Леоне                                                                                 | Президент                                             | Сиака Стивенс                         | 1971—1985                                   |      |
| Флаг Сьерра-Леоне                   | Сьерра-Леоне                                                                                 | Сьерра-Леоне                                                                                 | Премьер-министр                                       | Сиака Стивенс Сори Ибрагим Корома     | 1967, 1968—1971 1974—1974                   |      |
| Флаг Танзании                       | Танзания                                                                                     | Танзания                                                                                     | Президент                                             | Джулиус Ньерере                       | 1964—1985                                   |      |
| Флаг Того                           | Того                                                                                         | Того                                                                                         | Президент                                             | Гнассингбе Эйадема                    | 1967—2005                                   |      |
|                                     | Тунис                                                                                        | Тунис                                                                                        | Президент                                             | Хабиб Бургиба                         | 1957—1987                                   |      |
| Флаг Уганды                         | Уганда                                                                                       | Уганда                                                                                       | Президент                                             | Милтон Оботе Иди Амин                 | (1966—1971, 1980—1985) 1971—1979            |      |
|                                     | Центральноафриканская Республика                                                             | Центральноафриканская Республика                                                             | Президент                                             | Жан Бедель Бокасса                    | 1966—1976                                   |      |
| Флаг Чада                           | Чад                                                                                          | Чад                                                                                          | Президент                                             | Франсуа Томбалбай                     | 1960—1975                                   |      |
| Флаг Чада                           | Чад                                                                                          | Чад                                                                                          | Премьер-министр                                       | Франсуа Томбалбай                     | 1959—1975                                   |      |
|                                     | Экваториальная Гвинея                                                                        | Экваториальная Гвинея                                                                        | Президент                                             | Франсиско Масиас Нгема                | 1968—1979                                   |      |
|                                     | Эфиопия                                                                                      | Эфиопия                                                                                      | Император                                             | Хайле Селассие                        | 1930—1936, 1941—1974                        |      |
| Премьер-министр                     | Эфиопия                                                                                      | Эфиопия                                                                                      | Аклилу Хабте Вольде                                   | 1961—1974                             |                                             |      |
|                                     | Южно-Африканская Республика                                                                  | Южно-Африканская Республика                                                                  | Государственный президент                             | Якобус Йоханнес Фуше                  | 1968—1975                                   |      |
| Премьер-министр                     | Южно-Африканская Республика                                                                  | Южно-Африканская Республика                                                                  | Балтазар Форстер                                      | 1966—1978                             |                                             |      |

## Европа
| Флаг                                           | Страна | Страна | Должность                                                            | Имя | Начало и конец срока             | Фото |
| ---------------------------------------------- | --- | --- | -------------------------------------------------------------------- | --- | -------------------------------- | ---- |
| Флаг Австрии                                   | Австрия | Австрия | Федеральный президент                                                | Франц Йонас | 1965—1974                        |      |
| Флаг Австрии                                   | Австрия | Австрия | Федеральный канцлер                                                  | Бруно Крайский                                                                                                  | 1970—1983                        |      |
|                                                | Албания | Албания | Первый секретарь Центрального Комитета                               | Энвер Ходжа | 1941—1985                        |      |
| Председатель Президиума Народного собрания     | Албания | Албания | Хаджи Леши                                                           | 1953—1982 |                                  |      |
| Председатель Совета министров                  | Албания | Албания | Мехмет Шеху                                                          | 1954—1981 |                                  |      |
| Флаг Андорры                                   | Андорра | Андорра | Соправители                                                          | Жорж Помпиду Президент Французской Республики                                                                   | 1969—1974                        |      |
| Флаг Андорры                                   | Андорра | Андорра | Соправители                                                          | Рамон Малья Каль Жоан Марти-и-Аланис Епископ Урхельский                                                         | 1969—1971 —2003                  |      |
| Флаг Бельгии                                   | Бельгия | Бельгия | Король                                                               | Бодуэн | 1951—1993                        |      |
| Флаг Бельгии                                   | Бельгия | Бельгия | Премьер-министр                                                      | Гастон Эйскенс                                                                                                  | 1949—1950, 1958—1961, 1968—1973  |      |
|                                                | Народная Республика Болгария | Народная Республика Болгария | Генеральный (Первый) секретарь ЦК Болгарской коммунистической партии | Тодор Живков | 1954—1989                        |      |
| Председатель Государственного совета           | Народная Республика Болгария | Народная Республика Болгария | 1971—1989                                                            | Тодор Живков |                                  |      |
| Председатель Президиума Народного собрания     | Народная Республика Болгария | Народная Республика Болгария | Георгий Трайков                                                      | 1964—1971 |                                  |      |
| Председатель Совета министров                  | Народная Республика Болгария | Народная Республика Болгария | Тодор Живков Станко Тодоров                                          | 1962—1971 —1981                                                                                                 |                                  |      |
| Флаг Ватикана                                  | Ватикан | Ватикан | Папа                                                                 | Павел VI | 1963—1978                        |      |
| Флаг Ватикана                                  | Ватикан | Ватикан | Государственный секретарь                                            | кардинал Жан-Мари Вийо                                                                                          | 1969—1979                        |      |
|                                                | Великобритания | Великобритания | Королева                                                             | Елизавета II | 1952—2022                        |      |
| Премьер-министр                                | Великобритания | Великобритания | Эдвард Хит                                                           | 1970—1974 |                                  |      |
| Флаг Венгрии                                   | Венгерская Народная Республика | Венгерская Народная Республика | Генеральный секретарь ЦК Венгерской социалистической рабочей партии  | Янош Кадар | 1956—1988                        |      |
| Флаг Венгрии                                   | Венгерская Народная Республика | Венгерская Народная Республика | Председатель Президиума Венгерской Народной Республики               | Пал Лошонци | 1967—1987                        |      |
| Флаг Венгрии                                   | Венгерская Народная Республика | Венгерская Народная Республика | Председатель Совета министров                                        | Йенё Фок | 1967—1975                        |      |
|                                                | Германская Демократическая Республика | Германская Демократическая Республика | Генеральный секретарь ЦК Социалистической единой партия Германии     | Вальтер Ульбрихт Эрих Хонеккер                                                                                  | 1950—1971 —1989                  |      |
| Председатель Государственного совета           | Германская Демократическая Республика | Германская Демократическая Республика | Вальтер Ульбрихт                                                     | 1960—1973 |                                  |      |
| Председатель Совета министров                  | Германская Демократическая Республика | Германская Демократическая Республика | Вилли Штоф                                                           | 1964—1973, 1976—1989                                                                                            |                                  |      |
|                                                | Греция | Греция | Король                                                               | Константин II Георгиос Дзойтакис (регент)                                                                       | 1964—1974 1967—1972              |      |
| Премьер-министр                                | Греция | Греция | Георгиос Пападопулоc                                                 | 1967—1973 |                                  |      |
| Флаг Дании                                     | Дания | Дания | Король                                                               | Фредерик IX | 1947—1972                        |      |
| Флаг Дании                                     | Дания | Дания | Премьер-министр                                                      | Хилмар Баунсгор Йенс Отто Краг                                                                                  | 1968—1971 (1962—1968, 1971—1972) |      |
|                                                | Западный Берлин Получил статус независимого от ФРГ города-государства в соответствии с Четырёхсторонним соглашением по Берлину от 3 сентября 1971 года | Западный Берлин Получил статус независимого от ФРГ города-государства в соответствии с Четырёхсторонним соглашением по Берлину от 3 сентября 1971 года | Правящий бургомистр                                                  | Клаус Шюц | 1967—1977                        |      |
| Флаг Ирландии                                  | Ирландия | Ирландия | Президент                                                            | Имон де Валера                                                                                                  | 1959—1973                        |      |
| Флаг Ирландии                                  | Ирландия | Ирландия | Премьер-министр (тишек)                                              | Джон Линч | 1966—1973, 1977—1979             |      |
| Флаг Исландии                                  | Исландия | Исландия | Президент                                                            | Кристьяун Эльдьяудн                                                                                             | 1968—1980                        |      |
| Флаг Исландии                                  | Исландия | Исландия | Премьер-министр                                                      | Йоуханн Хафстейн Оулавюр Йоуханнессон                                                                           | 1970—1971 (1971—1974, 1978—1979) |      |
|                                                | Испания | Испания | Каудильо                                                             | Франсиско Франко                                                                                                | 1936—1975                        |      |
| Премьер-министр                                | Испания | Испания | 1938—1973                                                            | Франсиско Франко                                                                                                |                                  |      |
|                                                | Италия | Италия | Президент                                                            | Джузеппе Сарагат Джованни Леоне                                                                                 | 1964—1971 —1978                  |      |
| Премьер-министр                                | Италия | Италия | Эмилио Коломбо                                                       | 1970—1972 |                                  |      |
|                                                | Лихтенштейн | Лихтенштейн | Князь                                                                | Франц Иосиф II                                                                                                  | 1938—1989                        |      |
| Премьер-министр                                | Лихтенштейн | Лихтенштейн | Альфред Хильбе                                                       | 1970—1974 |                                  |      |
| Флаг Люксембурга                               | Люксембург | Люксембург | Великий герцог                                                       | Жан | 1964—2000                        |      |
| Флаг Люксембурга                               | Люксембург | Люксембург | Премьер-министр                                                      | Пьер Вернер | 1959—1974, 1979—1984             |      |
| Флаг Мальты                                    | Мальта | Мальта | Королева                                                             | Елизавета II | 1964 — 1974                      |      |
| Флаг Мальты                                    | Мальта | Мальта | Генерал-губернатор                                                   | Морис Дорман Энтони Мамо                                                                                        | 1964—1971 —1974                  |      |
| Флаг Мальты                                    | Мальта | Мальта | Премьер-министр                                                      | Джордж Борг Оливер Доминик Минтофф                                                                              | 1964—1971 —1984                  |      |
| Флаг Монако                                    | Монако | Монако | Князь                                                                | Ренье III | 1949—2005                        |      |
| Флаг Монако                                    | Монако | Монако | Премьер-министр                                                      | Франсуа-Дидье Греш                                                                                              | 1969—1972                        |      |
| Флаг Нидерландов                               | Нидерланды | Нидерланды | Королева                                                             | Юлиана | 1948—1980                        |      |
| Флаг Нидерландов                               | Нидерланды | Нидерланды | Премьер-министр                                                      | Пит Де Йонгт Баренд Виллем Бисхёвел                                                                             | 1967—1971 —1973                  |      |
| Флаг Норвегии                                  | Норвегия | Норвегия | Король                                                               | Улаф V | 1957—1991                        |      |
| Флаг Норвегии                                  | Норвегия | Норвегия | Премьер-министр                                                      | Пер Бортен Трюгве Брателли                                                                                      | 1965—1971 (1971—1972, 1973—1976) |      |
| Флаг Польши                                    | Польская Народная Республика | Польская Народная Республика | Председатель ЦК Польской объединённой рабочей партии                 | Эдвард Герек | 1970—1980                        |      |
| Флаг Польши                                    | Польская Народная Республика | Польская Народная Республика | Председатель Государственного совета                                 | Юзеф Циранкевич                                                                                                 | 1970—1972                        |      |
| Флаг Польши                                    | Польская Народная Республика | Польская Народная Республика | Председатель Совета министров                                        | Пётр Ярошевич                                                                                                   | 1970—1980                        |      |
|                                                | Португалия | Португалия | Президент                                                            | Америку де Деуш Томаш                                                                                           | 1958—1974                        |      |
| Премьер-министр                                | Португалия | Португалия | Марселу Каэтану                                                      | 1968—1974 |                                  |      |
|                                                | Социалистическая Республика Румыния | Социалистическая Республика Румыния | Генеральный (первый) секретарь ЦК Румынской коммунистической партии  | Николае Чаушеску                                                                                                | 1965—1989                        |      |
| Председатель Государственного Совета           | Социалистическая Республика Румыния | Социалистическая Республика Румыния | 1965—1967 —1974                                                      | Николае Чаушеску                                                                                                |                                  |      |
| Премьер-министр                                | Социалистическая Республика Румыния | Социалистическая Республика Румыния | Ион Георге Маурер                                                    | 1961—1974 |                                  |      |
| Флаг Сан-Марино                                | Сан-Марино | Сан-Марино | Капитаны-регенты                                                     | Симоне Россини и Джузеппе Лонфернини Луиджи Лонфернини и Аттилио Монтанари Федерико Караттони и Марино Ваньетти | 1970—1971 —1972                  |      |
|                                                | Союз Советских Социалистических Республик | Союз Советских Социалистических Республик | Генеральный секретарь ЦК КПСС                                        | Леонид Брежнев                                                                                                  | 1964—1982                        |      |
| Председатель Совета министров                  | Союз Советских Социалистических Республик | Союз Советских Социалистических Республик | Алексей Косыгин                                                      | 1964—1980 |                                  |      |
| Председатель Президиума Верховного Совета СССР | Союз Советских Социалистических Республик | Союз Советских Социалистических Республик | Николай Подгорный                                                    | 1965—1977 |                                  |      |
|                                                | Федеративная Республика Германии | Федеративная Республика Германии | Федеральный президент                                                | Густав Хайнеман                                                                                                 | 1969—1974                        |      |
| Федеральный канцлер                            | Федеративная Республика Германии | Федеративная Республика Германии | Вилли Брандт                                                         | 1969—1974 |                                  |      |
|                                                | Финляндия | Финляндия | Президент                                                            | Урхо Калева Кекконен                                                                                            | 1956—1982                        |      |
| Премьер-министр                                | Финляндия | Финляндия | Ахти Карьялайнен Теуво Аура                                          | (1962—1963, 1970—1971) (1970, 1971—1972)                                                                        |                                  |      |
|                                                | Франция | Франция | Президент                                                            | Жорж Помпиду | 1969—1974                        |      |
| Премьер-министр                                | Франция | Франция | Жак Шабан-Дельмас                                                    | 1969—1972 |                                  |      |
|                                                | Чехословацкая Социалистическая Республика | Чехословацкая Социалистическая Республика | Генеральный секретарь ЦК Коммунистической партии Чехословакии        | Густав Гусак | 1969—1987                        |      |
| Президент                                      | Чехословацкая Социалистическая Республика | Чехословацкая Социалистическая Республика | Людвик Свобода                                                       | 1968—1975 |                                  |      |
| Премьер-министр                                | Чехословацкая Социалистическая Республика | Чехословацкая Социалистическая Республика | Любомир Штроугал                                                     | 1970—1988 |                                  |      |
| Флаг Швейцарии                                 | Швейцария | Швейцария | Президент                                                            | Рудольф Гнеги                                                                                                   | 1971, 1976                       |      |
|                                                | Швеция | Швеция | Король                                                               | Густав VI Адольф                                                                                                | 1950—1973                        |      |
| Премьер-министр                                | Швеция | Швеция | Улоф Пальме                                                          | 1969—1976, 1982—1986                                                                                            |                                  |      |
|                                                | Югославия | Югославия | Председатель Президиума ЦК Союза коммунистов Югославии               | Иосип Броз Тито                                                                                                 | 1945—1980                        |      |
| Президент                                      | Югославия | Югославия | 1953—1980                                                            | Иосип Броз Тито                                                                                                 |                                  |      |
| Председатель Союзного исполнительного веча     | Югославия | Югославия | Митя Рибичич Джемал Биедич                                           | 1969—1971 —1977                                                                                                 |                                  |      |

## Океания
| Флаг                | Страна                                                                        | Должность          | Имя                           | Начало и конец срока | Фото |
| ------------------- | ----------------------------------------------------------------------------- | ------------------ | ----------------------------- | -------------------- | ---- |
| Флаг Австралии      | Австралия                                                                     | Королева           | Елизавета II                  | 1952—2022            |      |
| Флаг Австралии      | Австралия                                                                     | Генерал-губернатор | Пол Хэзлак                    | 1969—1974            |      |
| Флаг Австралии      | Австралия                                                                     | Премьер-министр    | Джон Гортон Уильям Макмэхон   | 1968—1971 —1972      |      |
| Флаг Самоа          | Западное Самоа                                                                | О ле Ао О ле Мало  | Малиетоа Танумафили II Сусуга | 1962—2007            |      |
| Флаг Самоа          | Западное Самоа                                                                | Премьер-министр    | Тупуа Тамасесе Леалофи IV     | 1970—1973, 1975—1976 |      |
| Флаг Науру          | Науру                                                                         | Президент          | Хаммер Деробурт               | 1968—1976            |      |
| Флаг Новой Зеландии | Новая Зеландия                                                                | Королева           | Елизавета II                  | 1952—2022            |      |
| Флаг Новой Зеландии | Новая Зеландия                                                                | Генерал-губернатор | Артур Порритт                 | 1967—1972            |      |
| Флаг Новой Зеландии | Новая Зеландия                                                                | Премьер-министр    | Кит Холиок                    | 1957, 1960—1972      |      |
| Флаг островов Кука  | Острова Кука (государственное образование, ассоциированное с Новой Зеландией) | Премьер-министр    | Альберт Генри                 | 1965—1978            |      |
| Флаг Тонги          | Тонга                                                                         | Король             | Тауфа’ахау Тупоу IV           | 1965—2006            |      |
| Флаг Тонги          | Тонга                                                                         | Премьер-министр    | Фатафехи Туипелехаке          | 1965—1991            |      |
| Флаг Фиджи          | Фиджи                                                                         | Королева           | Елизавета II                  | 1970 — 1987          |      |
| Флаг Фиджи          | Фиджи                                                                         | Генерал-губернатор | Роберт Сидни Фостер           | 1970—1973            |      |
| Флаг Фиджи          | Фиджи                                                                         | Премьер-министр    | Камисесе Мара                 | 1967—1987, 1987—1992 |      |

## Северная и Центральная Америка
| Флаг                          | Страна                    | Должность                           | Имя                                      | Начало и конец срока             | Фото |
| ----------------------------- | ------------------------- | ----------------------------------- | ---------------------------------------- | -------------------------------- | ---- |
| Флаг Барбадоса                | Барбадос                  | Королева                            | Елизавета II                             | 1966—2021                        |      |
| Флаг Барбадоса                | Барбадос                  | Генерал-губернатор                  | Арли Уинстон Скотт                       | 1967—1976                        |      |
| Флаг Барбадоса                | Барбадос                  | Премьер-министр                     | Эррол Бэрроу                             | 1966—1976, 1986—1987             |      |
|                               | Гаити                     | Президент                           | Франсуа Дювалье Жан-Клод Дювалье         | 1957—1971 —1986                  |      |
| Флаг Гватемалы                | Гватемала                 | Президент                           | Карлос Мануэль Арана Осорио              | 1970—1974                        |      |
| Флаг Гондураса                | Гондурас                  | Президент                           | Освальдо Лопес Арельяно Рамон Крус Уклес | (1963—1971, 1972—1975) 1971—1972 |      |
| Флаг Доминиканской Республики | Доминиканская Республика  | Президент                           | Хоакин Балагер                           | 1960—1962, 1966—1978, 1986—1996  |      |
| Флаг Канады                   | Канада                    | Королева                            | Елизавета II                             | 1952—2022                        |      |
| Флаг Канады                   | Канада                    | Генерал-губернатор                  | Роланд Миченер                           | 1964—1974                        |      |
| Флаг Канады                   | Канада                    | Премьер-министр                     | Пьер Трюдо                               | 1968—1979, 1980—1984             |      |
|                               | Коста-Рика                | Президент                           | Хосе Фигерес Феррер                      | 1948—1949, 1953—1958, 1970—1974  |      |
|                               | Куба                      | Премьер-министр                     | Фидель Кастро                            | 1965—2011                        |      |
| Премьер-министр               | Куба                      | 1959—2008                           | Фидель Кастро                            |                                  |      |
| Президент                     | Куба                      | Освальд Дортикос Торрадо            | 1959—1976                                |                                  |      |
| Флаг Мексики                  | Мексика                   | Президент                           | Луис Эчеверриа                           | 1970—1976                        |      |
| Флаг Никарагуа                | Никарагуа                 | Президент                           | Анастасио Сомоса Дебайле                 | 1967—1972, 1974—1979             |      |
|                               | Панама                    | Верховный лидер панамской революции | Омар Торрихос                            | 1969—1981                        |      |
| Президент                     | Панама                    | Деметрио Басилио Лакас              | 1969—1978                                |                                  |      |
| Флаг Сальвадора               | Сальвадор                 | Президент                           | Фидель Санчес Эрнандес                   | 1967—1972                        |      |
| Флаг США                      | Соединённые Штаты Америки | Президент                           | Ричард Никсон                            | 1969—1974                        |      |
| Флаг Тринидада и Тобаго       | Тринидад и Тобаго         | Королева                            | Елизавета II                             | 1962 — 1976                      |      |
| Флаг Тринидада и Тобаго       | Тринидад и Тобаго         | Генерал-губернатор                  | Соломон Хочой                            | 1962—1972                        |      |
| Флаг Тринидада и Тобаго       | Тринидад и Тобаго         | Премьер-министр                     | Эрик Уильямс                             | 1962—1981                        |      |
| Флаг Ямайки                   | Ямайка                    | Королева                            | Елизавета II                             | 1962—2022                        |      |
| Флаг Ямайки                   | Ямайка                    | Генерал-губернатор                  | Клиффорд Кэмпбеллд                       | 1962—1973                        |      |
| Флаг Ямайки                   | Ямайка                    | Премьер-министр                     | Хью Ширер                                | 1967—1972                        |      |

## Южная Америка
| Флаг           | Страна    | Должность                     | Имя                                                  | Начало и конец срока                                  | Фото |
| -------------- | --------- | ----------------------------- | ---------------------------------------------------- | ----------------------------------------------------- | ---- |
| Флаг Аргентины | Аргентина | Президент                     | Роберто Марсело Левингстон Алехандро Агустин Лануссе | 1970—1971 —1973                                       |      |
| Флаг Боливии   | Боливия   | Президент                     | Хуан Хосе Торрес Уго Бансер Суарес                   | 1970—1971 (1971—1978, 1997—2001)                      |      |
|                | Бразилия  | Президент                     | Эмилиу Гаррастазу Медиси                             | 1969—1974                                             |      |
|                | Венесуэла | Президент                     | Рафаэль Кальдера                                     | (1969—1974, 1994—1999                                 |      |
| Флаг Гайаны    | Гайана    | Президент                     | Артур Раймонд Чжун                                   | 1970—1980                                             |      |
| Флаг Гайаны    | Гайана    | Премьер-министр               | Форбс Бёрнхем                                        | 1966—1980                                             |      |
| Флаг Колумбии  | Колумбия  | Президент                     | Мисаэль Пастрана Борреро                             | 1970—1974                                             |      |
|                | Парагвай  | Президент                     | Альфредо Стресснер                                   | 1954—1989                                             |      |
| Флаг Перу      | Перу      | Президент                     | Хуан Веласко Альварадо                               | 1968—1975                                             |      |
| Флаг Перу      | Перу      | Председатель Совета министров | Эрнесто Монтанье Санчес                              | 1968—1973                                             |      |
| Флаг Уругвая   | Уругвай   | Президент                     | Хорхе Пачеко Ареко                                   | 1967—1972                                             |      |
| Флаг Чили      | Чили      | Президент                     | Сальвадор Альенде                                    | 1970—1973                                             |      |
| Флаг Эквадора  | Эквадор   | Президент                     | Хосе Мария Веласко Ибарра                            | 1934—1935, 1944—1947, 1952—1956, 1960—1961, 1968—1972 |      |

## Комментарии
1. ↑  Расстрелян 28 ноября 1971 года членами палестинской организации в Каире в возрасте ок. 52 лет.
2. ↑  Министр финансов с 1970 года, назначен на пост после убийства В. ат-Таля. Возраст — ок. 46 лет. Окончил Багдадский университет, работал преподавателем. С 1953 года работа в службе королевского протокола, был начальником королевского протокола. В 1961 году избран депутатом парламента, в 1963 назначен помощником начальника королевской канцелярии, в 1964 году — государственным министром. В 1965-70 годах — сенатор.
3. ↑  Министр обороны с 1969 года, член Исполкома Генерального руководства Национального фронта с 1970 года. Возраст — ок. 27 лет. Получил среднее образование, преподавал в школе, участвовал в партизанской войне за независимость. После провозглашения НРЮЙ — губернатор Второй провинции (1967-69), министр местного самоуправления и сельского хозяйства (1969).
4. ↑  Второй сын эмира Али бен Абдуллы Аль Тани, наследник престола с 1949 года, эмир с 24 октября 1960 года после отречения отца. Возраст — ок. 51 года.
5. ↑  Наследный принц с 1960 года, сын наследника престола Хамада Абдаллы Аль Тани, премьер-министр с 29 мая 1970 года. Возраст — ок. 39 лет. Окончил Королевский военный колледж в Сандхёрсте (Великобритания), был командующим силами безопасности, министром образования, министром финансов, министром нефти и др.
6. ↑  Оставил пост по болезни, но сохранил реальную. Власть в стране. 20 октября 1971 года взял на себя всё полноту власти, ввёл чрезвычайное положение и преобразовал Национальное собрание в Учредительное собрание.
7. ↑  Принц, двоюродный брат принца Сианука, генерал-лейтенант, один из организаторов переворота 1970 года. Назначен «полномочным премьер-министром» в связи с болезнью Лон Нола. Возраст — 57 лет. С 1930 года служил во французской колониальной администрации, после получения независимости был министром обороны. Находился в оппозиции Сиануку, в 1960-х годах отправлен послом в Китай, затем на Филиппины и в Японию.
8. ↑  17-й эмир Абу-Даби, правящий с 1966 года. Возраст — ок. 53 лет. Сын правителя Абу-Даби (1922-26) шейха Султана, после убийства которого скитался по Аравии. В 1946 году стал губернатором Аль-Айна.
9. ↑  Наследный принц Дубая, возраст ок. 28 лет.
10. ↑  Военный, генерал. 22 февраля 1971 года распустил правительство и передал власть на местах военной администрации, 22 марта отложил созыв Национального собрания, 25 марта начал репрессии против оппозиции. 23 ноября ввёл чрезвычайное положение, 3 декабря начал войну с Индией. Подал в отставку под давлением военного командования после поражения страны в войне и потери Восточного Пакистана. В 1972 году помещён под домашний арест. Скончался в 1980 году в Равалпинди в возрасте 63 лет.
11. ↑  Председатель и основатель Партии пакистанского народа с 1967 года. Возраст — 43 года. Получил образование в США и Великобритании, юрист. С 1958 года занимал министерские посты, министр иностранных дел в 1963-66 годах. С ноября 1968 по февраль 1969 года находился в заключении.
12. ↑  Пост восстановлен 7 декабря и упразднен 20 декабря 1971 года.
13. ↑  Передал власть реальному правителю генералу Х.Асаду, сохранив пост председателя Народного совета, избранного 16 февраля 1971 года. В декабре был избран премьер-министром Федерации Арабских Республик и оставил пост председателя парламента. В 1975 году выведен из состава Регионального руководства БААС. Скончался в 1982 году в Дамаске в возрасте ок.49 лет.
14. ↑  Военный, дивизионный генерал. 22 февраля в связи с изменениями конституции стал исполняющим обязанности президента. На референдуме 12 марта был избран президентом и вступил в должность. Срок полномочий — 7 лет, до 12 марта 1978 года.
15. ↑  Военный, дивизионный генерал. Министр внутренних дел и член Регионального руководства БААС с 1970 года. Возраст — ок. 41 года. Инженер бронетанковых войск. Занимал посты начальника автобронетанкового управления вооружённых сил начальника управления офицерских кадров министерства обороны.
16. ↑  Лидер Партии справедливости. 12 марта армейское командование потребовало отставки правительства, обвинив его в неэффективности. В тот же день ушёл в отставку. В 1975 году вновь сформировал правительство.
17. ↑  Деятель правого крыла Народно-республиканской партии, вышел из партии чтобы сформировать внепартийный кабинет по требованию военных. 25 марта завершил формирование правительства. Возраст — ок. 59 лет. Получил юридическое образование в Стамбуле и Париже, с 1939 года преподавал в университете Анкары. Депутат Меджлиса с 1945 года, занимал посты в НРП, был её генеральным секретарём. Был министром общественных работ (1948), заместителем премьер-министра (1949-50), членом Комиссии ООН по правам человека (1959-61), затем занимал парламентские должности от фракции НРП.
18. ↑  27 апреля 1971 года переизбран на третий четырёхлетний срок, до 17 декабря 1975 года, победив Ким Тэ Чжуна от Новой демократической партии.
19. ↑  Возраст — 45 лет. Обучался в Сеульском национальном университете и Корейской военной академии. Участник Корейской войны (1950-53), подполковник. В 1960 году был арестован за участие в антиправительственном выступлении, но вскоре освобождён. В звании полковника участвовал в перевороте 1961 года, основатель и начальник Центрального разведывательного управления Кореи. С 1963 года занимался созданием правительственной Демократической республиканской партии. В 1968 году был снят со всех партийных и государственных постов.
20. ↑  Пост введен 13 февраля 1971 года.
21. ↑  Лидер и основатель партии Вольтийский демократический союз. Назначен на вновь учреждённый пост премьер-министра в связи с вступлением в силу новой Конституцией от 14 июня 1970 года. Сформировал «правительство переходного периода» с участием военных. Возраст — 46 лет. Окончил Высшую школу Террасон де Фужер в Бамако, служил в колониальной администрации Французского Судана и Верхней Вольты. Член Большого совета Французской Западной Африки, депутат национального собрания Франции. После получения страной независимости посол в Великобритании (1960-66).
22. ↑  14 мая 1971 года сформировал новый кабинет после политического кризиса и отставки ряда министров.
23. ↑  4 мая 1971 года переизбран на 7-й четырёхлетний срок. Скончался 23 июля 1971 года в Лондоне во время операции на простате в возрасте 75 лет. Срок полномочий истекал в мае 1975 года.
24. ↑  Вице-президент с 1951 года. Вступил на пост после смерти У.Табмена. Возраст — 58 лет. Окончил Либерийский колледж в Монровии, юрист, доктор гражданского права. Был инспектором казначейства (1936-43), председателем комиссии палаты представителей Законодательного собрания по финансовым вопросам (1943-51). Срок полномочий — до выборов 1975 года.
25. ↑  Ушёл в отставку после попытки военного переворота 10 июля 1971 года.
26. ↑  Министр финансов и генеральный директор управления по исследованию и изучению участия государства в горнорудной промышленности с июля 1971 года. Возраст — 52 года. Экономист, окончил колледж в Фесе, занимался вопросами сельского хозяйства, торговли и промышленности. Был генеральным секретарём объединения производителей оливкового масла (1956-60), председателя Кредитного банка Марокко (1960-67), генерального директора государственного управления по добыче фосфатов (1967-71).
27. ↑  Пост восстановлен 26 февраля 1970 года.
28. ↑  Избран на референдуме после попытки переворота и принятия временной Конституции от 13 августа 1971 года. Срок полномочий — 6 лет, до 12 октября 1977 года.
29. ↑  Отстранён от должности и выехал в изгнание в Великобританию. Скончался в 2000 году в возрасте 83 лет.
30. ↑  После попытки военного переворота 23 марта 1971 года парламент страны принял 19 апреля решение о провозглашении республики. Избран парламентом на пост президента сроком на 5 лет, до 21 апреля 1976 года.
31. ↑  Вице-президент с 19 апреля 1971 года, министр сельского хозяйства и природных ресурсов с 1968 года. Возраст — 51 год. Окончил кооперативный техникум во Фритауне, участвовал в кооперативном и профсоюзном движениях, занимался бизнесом, возглавлял Союз автотранспорта Сьерра-Леоне. В 1960 году вступил в партию Всенародный конгресс, в 1962 году избран в парламент. В 1968 году был министром торговли и промышленности. Близкий друг Сиаки Стивенса.
32. ↑  Свергнут в ходе военного переворота 25 января 1971 года во время поездки на конференцию в Сингапур. Жил в эмиграции в Танзании. Вернулся на родину в 1980 году и вновь был избран президентом.
33. ↑  Военный, генерал-майор, командующий вооружёнными силами с 1967 года. Пришёл к власти в результате переворота, глава государства и правительства, с 21 февраля 1971 года — президент. 2 февраля сформировал новое правительство. Возраст — ок. 46 лет. С 1946 года служил в британской колониальной армии, в 1962 году в звании капитана перешёл на службу в армию независимой Уганды. В 1964 году полковник, с 1966 года начальник штаба армии.
34. ↑  Решение о создании Государственного совета было принято на пленуме Центрального комитета Болгарской коммунистической партии в 1968 году и воплощено в жизнь в новой Конституции, вступившей в силу 18 мая 1971 года.
35. ↑  Сохранил пост председателя Народного собрания (до 1972 года), 1-й заместитель Председателя Госсовета до 1974 года. Скончался в 1975 году в Софии в возрасте 76 лет.
36. ↑  Оставил пост согласно решению пленума ЦК БКП 6 июля после принятия новой Конституции 18 мая 1971 года и проведения выборов в Народное собрание 27 июня 1971 года.
37. ↑  Член Политбюро ЦК БКП, секретарь ЦК БКП с 1966 года. Назначен 1-й сессией Народного собрания по рекомендации пленума ЦК БКП от 6 июля. Возраст — 50 лет. С 1936 года в коммунистическом движении, участник Сопротивления и восстания 9 сентября 1944 года. Работал в партийных структурах, в 1952-57 министр земледелия. С 1959 года кандидат в члены Политбюро, заместитель председателя Совета министров, председатель Государственной плановой комиссии, с 1961 года член Политбюро. В 1962 году выведен из Политбюро и снят с поста в правительстве, оставшись представителем в СЭВ.
38. ↑  Официально обратился на майском пленуме ЦК СЕПГ с просьбой освободить его от партийной должности по возрасту. Для него был учреждён почётный пост Председателя СЕПГ.
39. ↑  Член Политбюро ЦК СЕПГ с 1950 года, секретарь ЦК СЕПГ с 1958 года (курировал вопросы безопасности), член Национального совета обороны с 1960 года. Избран майским пленумом ЦК СЕПГ, 24 июля также избран Народной палатой председателем Национального совета обороны. Возраст — 58 лет. Член германского комсомола с 1926 года, член Коммунистической партии с 1929 года, в 1930 году прошёл обучение в Школе Коммунистического интернационала молодёжи в Москве. На комсомольской работе в Сааре, в 1935 году арестован гестапо и приговорён к 10 годам тюрьмы. Освобождён в 1945 году, с 1946 года член ЦК КПГ (затем СЕПГ), председатель Союза свободной немецкой молодёжи (до 1955).
40. ↑  29 ноября 1971 года переизбран Народной палатой нового созыва на очередной 4-летний срок, до 1975 года.
41. ↑  Представитель партии Радикальная Венстре, возглавлял коалиционный кабинет (Радикальная Венстре, Венстре — Либеральная партия и Консервативная народная партия). Ушёл в отставку после поражения коалиции на парламентских выборах 21 сентября 1971 года. В 1977 году покинул пост председателя партии, возглавил правление газеты «Politiken». Скончался в 1989 году в Копенгагене в возрасте 69 лет.
42. ↑  Председатель Социал-демократической партии, победившей на выборах 21 сентября 1971 года. Сформировал однопартийный кабинет. Премьер-министр в 1962-68 годах.
43. ↑  Правящий бургомистр с 1967 года, представитель Социал-демократической партии Германии. Возраст — 44 года. В период Второй мировой войны служил в вермахте, в 1945 году тяжело ранен в Италии. После демобилизации возглавил троцкистскую группу, затем перешёл в СДПГ, обучался в США. Депутат Бундестага ФРГ (1957—1962), Бундесрата (1962—1966), статс-секретарь министерства иностранных дел ФРГ (1966—1967). В 1967 году сменил правящего бургомистра Генриха Альберца, ушедшего в отставку после убийства полицией студента Бонно Онезорга.
44. ↑  Лидер Партии независимости. Ушёл в отставку после поражения партии на выборах 13 июня 1971 года. В 1973 году оставил пост лидера партии. Скончался в 1980 году в возрасте 64 лет.
45. ↑  Председатель Прогрессивной партии с 1968 года. Сформировал коалиционный кабинет (Прогрессивная партия, Народный союз и Организация свободомыслящих и левых). Возраст — 58 лет. Окончил Рейкьявикский университет, изучал право в Копенгагене и Стокгольме, юрист. С 1947 года преподавал в Рейкьявикском университете, с 1959 года депутат Альтинга.
46. ↑  Социал-демократ. Истёк семилетний срок полномочий. С 29 декабря 1971 года пожизненный сенатор. Скончался в 1988 году в Риме в возрасте 89 лет.
47. ↑  Представитель Христианско-демократической партии. Избран 24 декабря 1971 года парламентом в 23 туре голосования (начиная с 9 декабря), набрав 518 голосов из 996. Возраст — 63 года. Премьер-министр в 1963-66 и 1968 годах.
48. ↑  Отозван по требованию правительства Д.Минтофа. Скончался в 1993 году в возрасте 81 года.
49. ↑  Председатель Верховного суда Мальты с 1957 года. Назначен по требованию лейбористского правительства, став первым мальтийцем на этом посту. До 5 июля исполнял обязанности губернатора. Возраст — 62 года. Юрист, доктор права, окончил Мальтийский университет. Работал королевским адвокатом, в 1955-57 годах был Генеральным прокурором Мальты.
50. ↑  Лидер Националистической партии. Подал в отставку после её поражения на парламентских выборах 12-14 июня 1971 года. В 1976 году оставил пост лидера партии, сохранив место в парламенте. Скончался в 1980 году и Слиме в возрасте 69 лет.
51. ↑  Лидер Лейбористской партии с 1949 года. Занял пост после победы на парламентских выборах 12-14 июня 1971 года. 16 июня сформировал кабинет. Возраст — 54 года. Обучался в католической духовной семинарии, Университете Мальты, Оксфордском университете. Занимал посты заместителя премьер-министра, министра общественных работ и реконструкции (1947-49), премьер-министра и министра финансов (1955-58).
52. ↑  Представитель Католической народной партии. Возглавлял коалиционное правительство (Католическая народная партия, Антиреволюционная партия, Народная партия за свободу и демократию и Христианско-исторический союз). Ушёл в отставку после поражения коалиции на парламентских выборах 28-29 апреля 1971 года. В 1972 году заместитель председателя Государственного совета, в 1974 году избран мэром Эйндховена, а 1990 — глава дипломатической миссии в Ираке.
53. ↑  Представитель Антиреволюционной партии, глава парламентской фракции с 1967 года. Сформировал коалиционный кабинет (Католическая народная партия, Антиреволюционная партия, Народная партия за свободу и демократию, Христианско-исторический союз и «Демократические социалисты-70»). Возраст — 51 год. Получил юридическое образование в Амстердаме, с 1941 года работал в сельскохозяйственных объединениях. В 1952—1963 секретарь, затем председатель Христианского союза крестьян и садоводов, в 1956 году избран в парламент. В 1963-67 годах заместитель премьер-министра и министр сельского хозяйства.
54. ↑  Представитель Партии центра. Возглавлял коалиционное правительство (партии Хейре и Венстре, партия Центра и Христианская народная партия). Ушёл в отставку в результате правительственного кризиса вызванного разногласиями по вопросу о вхождении страны в ЕЭС. Скончался в 2005 году в Тронхейме в возрасте 91 года.
55. ↑  Лидер Норвежской рабочей партии с 1965 года. Сформировал однопартийный кабинет. Возраст — 61 год. Начинал рассыльным, матросом, строительным рабочим, с 1934 года занимался журналистикой, занимал посты в молодёжной организации НРП. В 1942-45 годах находился в немецких концлагерях. С 1945 года на партийной работе, затем занимал пост министра финансов (1951-60), министра транспорта и связи (1961-64).
56. ↑  Возглавлял коалиционное правительство (СДПФ, Партия Центра, Демократический союз народа Финляндии, Шведская народная партия и Либеральная народная партия). 17 марта 1971 год подал в отставку из-за межпартийных разногласий по экономической политике, 27 марта сформировал новый кабинет (СДПФ, Партия Центра, Шведская народная партия и Либеральная народная партия). 29 октября вновь подал в отставку из-за разногласий между СДПФ и Партией центра по вопросу о ценах на сельхозпродукцию. Министр иностранных дел в 1972-75 годах, работал в Банке Финляндии, в 1982-83 годах был его генеральным директором. Скончался в 1990 году в Хельсинки в возрасте 67 лет.
57. ↑  После роспуска парламента сформировал кабинет до досрочных выборов января 1972 года.
58. ↑  В 1982 году избран Председателем Президиума ЦК СКЮ.
59. ↑  председатель Скупщины Боснии и Герцеговины с 1967 года. Возраст — 54 года. Учился в Белградском университете, юрист. Участник партизанской войны. После 1945 года занимал партийные и государственные посты в Боснии и Герцеговине.
60. ↑  Лидер Либеральной партии. Подал в отставку после конфликта с министром обороны Д.Фрейзером, в 1975 году сложил полномочия депутата парламента. Скончался в 2002 году в Сиднее в возрасте 90 лет.
61. ↑  Представитель Либеральной партии, министр иностранных дел с 1969 года. Возраст — 63 года. Окончил Сиднейский университет, юрист. С 1951 года занимал министерские посты.
62. ↑  Пожизненный президент. По итогам референдума 14 июня 1966 года. Скончался 21 апреля 1971 года в Порт-о-Пренсе в возрасте 64 лет после болезни.
63. ↑  Сын Франсуа Дювалье. Назначен наследником президента 31 января 1971 года. Пожизненный президент. Возраст — 19 лет. Окончил Новый коллеж «Bird» и католической коллеж Сен-Луи де Гонзага в Порт-о-Пренсе, изучал право в Университете Гаити.
64. ↑  Военный, полковник. Истёк шестилетний срок полномочий. Передал власть конституционно избранному президенту. В 1972 году вернулся к власти в ходе военного переворота.
65. ↑  Член Верховного суда с 1949 года. Избран на президентских выборах 28 марта 1971 года, победив Хорхе Буэсо Ариаса от Либеральной партии. Срок полномочий — 6 лет, до 7 июня 1977 года. Возраст — 68 лет. Юрист, был послом в Сальвадоре (1946-48), представителем в Международном суде в Гааге (1958-60), преподавал в Центральном университете Гондураса.
66. ↑  Военный, бригадный генерал. Скончался в 1995 году в Буэнос-Айресе в возрасте 81 года.
67. ↑  Военный, генерал-лейтенант, командующий сухопутными войсками с 1968 года. Возраст — 52 года. В 1938 году окончил военный колледж, служил в армии. В 1951 году приговорён к тюремному сроку за участие в заговоре, но после свержения президента Х. Д. Перона вернулся на службу. Был военным атташе в Мексике, заместителем начальника военной академии. Участник переворота 1970 года. Принёс присягу 26 марта 1971 года.
68. ↑  Военный, генерал. 19 августа 1971 года против правительства выступили части в Санта-Крусе, 22 августа, после начала боёв в столице, скрылся в посольстве Перу. Эмигрировал в Чили, затем в Аргентину. Погиб в 1976 году в Буэнос-Айресе в результате взрыва автомобиля в возрасте ок. 56 лет.
69. ↑  Военный, полковник, бывший начальник Военного училища в Ла-Пасе (1970-71). Пришёл к власти в результате переворота. Возраст — 45 лет. Получил военное образование в Боливии, Аргентине и США. Был министром образования (1964-65), военным атташе в США (1967-69). Участник переворота 1970 года, сторонник Рохелио Миранды. 11 января 1971 года предпринял попытку переворота, после провала скрылся в посольстве Парагвая, эмигрировал. В августе 1971 года тайно вернулся в страну, 19 августа арестован в Санта-Крусе, то вызвало антиправительственное восстание. Освобождён, 21 августа вошёл в состав сформированного в Санта-Крусе триумвирата вместе с генералом Хайме Флорентино Мендиетой и полковником Андресом Селичем. 22 августа 1971 года в Ла-Пасе провозглашён президентом и сформировал правительство.